# U Airlines
U Airlines (em tailandês:  ยู แอร์ไลน์) era uma companhia aérea tailandêsa com sede em Banguecoque. Iniciou suas operações em abril de 2012. A U Airlines encerrou as suas atividades em 2014.

## História
A U Airlines Co. Ltd. foi fundada em abril de 2012 por Serm Srisuwan como presidente da empresa. Em agosto de 2012, a U Airlines recebeu sua primeira aeronave, um Airbus A320-200 e o voo inaugural foi em 16 de setembro de 2012 de Bangkok-Yancheng.

## Frota
A frota da U Airlines consistia nas seguintes aeronaves:
| Aeronaves       | Em Serviço | Ordens | Passageiros | Notas |
| --------------- | ---------- | ------ | ----------- | ----- |
| Airbus A320-200 | 1          | –      | 126         |       |
| Total           | 1          | 0      |             |       |